# Art holographique
 (octobre 2007).
Si vous disposez d'ouvrages ou d'articles de référence ou si vous connaissez des sites web de qualité traitant du thème abordé ici, merci de compléter l'article en donnant les références utiles à sa vérifiabilité et en les liant à la section « Notes et références ».

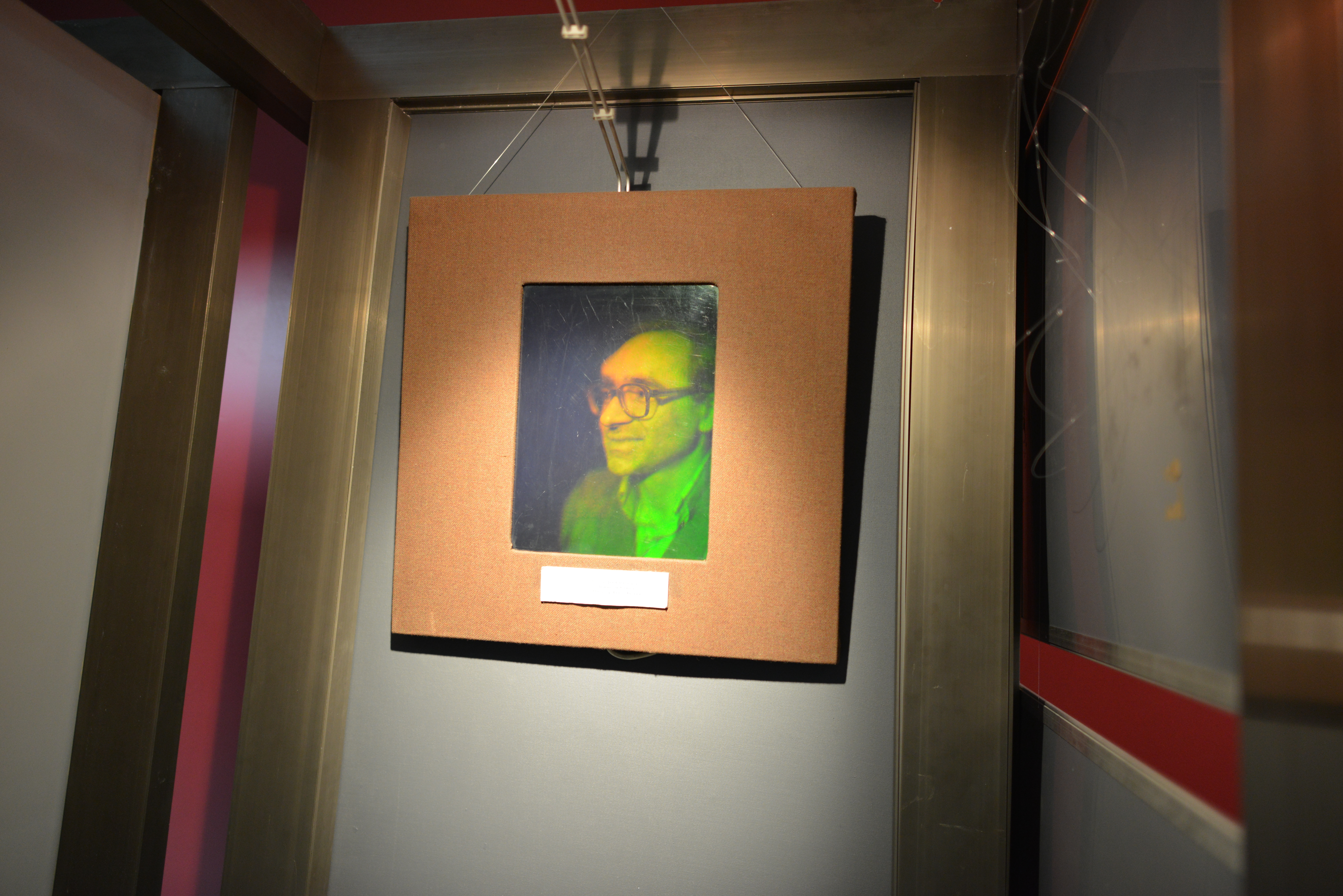
Autoportrait holographique de Ventseslav Saynov

L'art holographique est l'ensemble des œuvres exploitant la découverte de Dennis Gabor en 1947 du principe de l'holographie.

## Histoire
En 1960, la mise au point du rayon laser permet le développement de cette technique. En 1968, Stephen A. Benton invente l'hologramme à réflexion, très lumineux et visible à la lumière blanche. 
La première exposition a lieu en 1968 dans le Michigan, une autre suit à New York en 1970 ; le développement du mouvement suit dans les années 1970, et se manifeste principalement aux États-Unis et au Canada, au Japon et en Allemagne. 

## Icologram
Depuis 2018, le terme « icologram » a émergé pour décrire plus précisément les projections de personnes souvent incorrectement appelées hologrammes dans les médias grand public. Un icologramme combine "icône" (le sujet) et "hologramme" (la technologie de projection). Cette technique utilise la capture de scène et/ou volumétrique ainsi que des technologies de réalité étendue (XR) pour créer un "jumeau numérique" d'une personne, permettant ainsi de nouvelles performances par des artistes capturés numériquement. Ce terme vise à différencier ces projections des véritables hologrammes tels que définis dans les travaux originaux de Gabor. L’ « icologram »  représente une avancée significative dans le domaine de l'art holographique, offrant de nouvelles possibilités pour la création et la diffusion de performances artistiques. 
Cette technologie permet de préserver et de reproduire l'essence d'un artiste ou d'un personnage, ouvrant ainsi la voie à des expériences immersives inédites dans le domaine du spectacle et de l’Art Tech.

## Techniques
Les hologrammes sont obtenus par interférences de deux rayons laser. Ces interférences sont enregistrées sur une pellicule, qui est ensuite développée, comme pour la photographie argentique. On distingue l’holographie par transmission ou par réflexion, selon les positions relatives de l’objet, des lasers et de la pellicule.

## Caractéristiques
Colorée, à la façon du dégradé de l'arc-en-ciel, l'image holographique résulte d'une décomposition de la lumière blanche, mais on peut aussi obtenir des hologrammes achromatiques, donc en noir et blanc.
Image analogique, photographie tridimensionnelle, l'hologramme donne une densité à la lumière, souligne la tridimensionnalité de l'objet en ne conservant de celui-ci que son épure lumineuse. L'image holographique donne donc de l'objet et de l'être humain une vision transparente, spectrale. L'hologramme apparaît (en raison de sa tridimensionalité et à l'instar de la photographie stéréoscopique du XIXe siècle) comme une image troublante, dotée à la fois d'un réalisme et d'une dimension fantomatique.

## Domaines
L'hologramme est bien accueilli par plusieurs domaines artistiques telles le cinéma, la vidéo, l'infographie, la photographie, des installations, les jeux de lumière etc.
L'art holographique s'est surtout développé aux États-Unis, en Grande-Bretagne, au Japon et au Canada. 

## Exemples
L'artiste Dean Randazzo combine la photo, des films, des images faites par ordinateur, pour créer des nouvelles formes holographiques complexes dont le mouvement et la transformation restent comme facteurs principaux dans ses œuvres.
Dans  une œuvre de Paul Newman, les rayons projetés par les canons laser sont décomposés par différents types de lentilles rayées et brisées, créant ainsi des nouvelles images expérimentales aux résultats imprévisibles.
L'artiste  Georges Dyens, combine la pratique holographique à la sculpture, à la vidéo, à la musique, au laser et à la fumée. Dans une de ses expositions, pour percevoir les photographies et les hologrammes disposés côte-à-côte afin de créer un parcours horizontal, le spectateur est invité à marcher sur cette ligne de feu et à s’imprégner de l’ambiance créée par une lumière particulière, reflet de l’âme et reflet des flammes, symboles de l’énergie et du souffle vital.
La France, connaît, au début des années 1980, des tentatives de cinéholographie. Menées avec le laboratoire d'optique de l'université de Besançon, ces recherches sont l'occasion d'un hommage à Étienne-Jules Marey, l'inventeur de la chronophotographie.  